# Diego Poggi
Diego Aníbal Poggi (Buenos Aires, Argentina; 20 de noviembre de 1987) más conocido como Diego Poggi o simplemente Poggi, es un periodista, conductor y productor argentino.

## Biografía
Diego Aníbal Poggi nació el 20 de noviembre de 1987. Hijo de padre mecánico y madre ama de casa, comenzó su orientación por la radio desde los trece años, cuando estaba terminando la primaria. Un día visitó Radio Panda por un premio que había ganado como oyente y se dio cuenta de que quería trabajar ahí hasta que un día lo logró.
Aprovechó sus conocimientos de informática para hacer su propia comunidad en las redes sociales. Condujo en el 2009  En YouTube, fue el primero en hacer la primera transmisión en vivo del país.
En radio condujo todas las mañanas en One 103.7 de 6 a 10 el programa Poggi Time, también condujo un ciclo en la emisora Radio con Vos. En el 2020 trabaja en el programa Take away por Radio Berlín.
En cine participa de la película Chicos católicos, apostólicos y romanos en el 2014, con Darío Barassi, Juan Manuel Guilera, Nicolás Maiques, Juan Paya, Emanuel Arias y Daniela Aita.
Hizo pública su orientación en su cuenta de instagram tras expresar el rechazo que sufrió por parte de su padre tras contarle su secreto, situación que provocó un gran revuelo mediático.

## Carrera profesional
En 2009 y 2010, comenzó en televisión desempeñando el rol de productor de la ficción argentina Botineras, protagonizada por Nicolás Cabré, Romina Gaetani y Florencia Peña, emitida por Telefé.
En 2014 comenzó a trabajar en C5N, donde se inició haciendo las columnas sobre tecnología en diferentes programas informativos del canal. En 2015 debutó como conductor de Stalkers, programa tecnológico que trató temas de Internet, televisión, música y redes sociales. En abril de 2016 condujo XtraTarde junto a Agustina Casanova. A finales de ese mismo año, abandona la conducción de dicho programa y comienza a trabajar en TN, como columnista tecnológico. En 2021, luego de trabajar por más de cinco años en el canal, renunció a la empresa del Grupo Clarín.
Desde 2020, Poggi conduce todos los días TakeAway para Radio Berlín 107.9 desde su casa. El programa se emite de esa manera desde el comienzo de la pandemia de COVID-19.

## Filmografía
- ´2014: Chicos Católicos, Apostólicos y Romanos.

## Televisión
| Año           | Título                     | Canal               |
| ------------- | -------------------------- | ------------------- |
| 2015          | Stalkear                   | Crónica Televisión  |
| 2015          | Noticieros Mediodía de C5N | C5N                 |
| 2016–2021     | Todo noticias              | Todo Noticias       |
| 2021–presente | Cortá por Lozano           | Telefe              |
| 2022–presente | El gran bartender          | Telefe              |
| 2025-presente | Espiando la casa           | Telefe/DirectTV-DGO |

## Plataformas digitales
| 2022          | MasterChef Celebrity Argentina 3            | Host digital |
| 2022          | MasterChef Celebrity Argentina: La Revancha | Host digital |
| 2022–presente | Modo Live                                   | Host         |

## Como productor
- 2009/2010: Botineras

## Radio
- 2022-Presente:Take away (FM Vida)
- 2020-2021: Take away (Radio Berlín)
- 2018-2019:Poggi Time (La Redonda)
- 2016-2017:Poggi Time (Radio Popular)
- 2015: Poggi Time (Radio One 103.7)
- 2015: TKM (Radio con Vos)
- 2013-2014:"TK+" (La 990)
- 2011-2012:"Triciclo" (AM 750)
- 2009-2010:"Biciclo" (FM Like)
- 2007-2008:"Monociclo" (Cadena 3)
- 2005-2006:"Poggiciclo" (Vale 97.5)
- 2003-2004:"Ciclopoggi" (Blue 100.7)
- 2001-2002:"Poggi" (FM Latina)
- 2000: "Ciclo" (Los 40 Principales)

## Vida personal
En 2021, Poggi declaró públicamente su homosexualidad.

## Premios y nominaciones
| Año  | Premio                                    | Categoría                  | Trabajo nominado                     | Resultado | Ref.   |
| ---- | ----------------------------------------- | -------------------------- | ------------------------------------ | --------- | ------ |
| 2016 | Nickelodeon Kids' Choice Awards Argentina | Programa favorito de radio | Morning Time (con Agustina Casanova) | Ganador   | [ 12 ] |
| 2019 | Los más clickeados del año                | Tuitero del año            | Él mismo                             | Nominado  | [ 13 ] |